# Vratsjesj
Vratsjesj of Vrachesh (Bulgaars: Врачеш) is een dorp in het westen van Bulgarije. Het dorp is gelegen in de gemeente Botevgrad in de oblast Sofia. Het dorp ligt hemelsbreed ongeveer 40 km ten noordoosten van de hoofdstad Sofia.

## Bevolking
Op 31 december 2020 telde het dorp Vratsjesj 3.137 inwoners. Het aantal inwoners vertoont al jaren een dalende trend: in 1975 woonden er nog 4.222 mensen in het dorp.  
| Bevolkingsontwikkeling tussen 1934 en 2020          |
| --------------------------------------------------- |
|                                                     |
| Bron: Nationaal Statistisch Instituut van Bulgarije |

Het dorp wordt nagenoeg uitsluitend bewoond door etnische Bulgaren. In de optionele volkstelling van 2011 identificeerden 2.972 van de 3.121 ondervraagden zichzelf met de “Bulgaarse etniciteit”. De overige ondervraagden identificeerden zichzelf vooral als “Roma”.
| Etnische samenstelling van de respondenten (2011) | Etnische samenstelling van de respondenten (2011) | Etnische samenstelling van de respondenten (2011) | Etnische samenstelling van de respondenten (2011) | Etnische samenstelling van de respondenten (2011) |
| ------------------------------------------------- | ------------------------------------------------- | ------------------------------------------------- | ------------------------------------------------- | ------------------------------------------------- |
|                                                   |                                                   |                                                   |                                                   |                                                   |
| Bulgaren                                          | Bulgaren                                          |                                                   | 95,2%                                             | 95,2%                                             |
| Turken                                            | Turken                                            |                                                   | 0,0%                                              | 0,0%                                              |
| Roma                                              | Roma                                              |                                                   | 4,4%                                              | 4,4%                                              |
| Anders/Onbekend                                   | Anders/Onbekend                                   |                                                   | 0,4%                                              | 0,4%                                              |